# Harker Heights
Harker Heights – miasto w Stanach Zjednoczonych, w stanie Teksas, w hrabstwie Bell. Nazwa pochodzi od jednego z założycieli miasta – Harleya Kerna.

## Demografia
Według przeprowadzonego przez United States Census Bureau spisu powszechnego w 2010 miasto liczyło 2 670 mieszkańców, co oznacza spadek o 84,6% w porównaniu do roku 2000. Natomiast skład etniczny w mieście wyglądał następująco: Biali 62,9%, Afroamerykanie 20,0%, Azjaci 3,9%, pozostali 13,2%. Kobiety stanowiły 50,6% populacji.